# Hochfelden (Bas-Rhin)
Hochfelden község Franciaországban, Bas-Rhin megyében. Lakosainak száma 4039 fő (2022. január 1.). Hochfelden Schwindratzheim, Ingenheim, Mutzenhouse, Hohfrankenheim, Scherlenheim, Melsheim, Bossendorf, Duntzenheim és Wickersheim-Wilshausen községekkel határos.
Új községként 2017. január 1-jén jött létre, amikor a régi Hochfelden egyesült Schaffhouse-sur-Zorn korábbi községgel.

## Népesség
A település népességének változása:
| Lakosok száma | 3954 | 3987 | 4009 | 4048 | 4045 | 4042 | 4039 |
|               | 2015 | 2017 | 2018 | 2019 | 2020 | 2021 | 2022 |